# ブルーライン (フェリー)
ブルーラインは、内海フェリーが運航するフェリー。本項目では、2001年就航の3代目、2020年就航の4代目を取り扱う。

## ブルーライン（3代目）

### 概要
ブルーライン（2代）の代船として、三浦造船所で建造され、2001年3月16日に就航した。

#### 就航航路
- 高松港（サンポート高松）- 小豆島・草壁港
  - 航海時間60分。本船のみで1日5往復を運航する。本船のドック期間中は、他社船を用船する。

### 設計
前船と比較して、旅客定員と車両積載能力が増加した。航海速力も14ノットから19.5ノットへ大幅に向上し、航海時間が10分以上短縮された。
前部マスト直後には、全方位の展望が得られる展望デッキ、旅客区画中央にはオープンエアのカフェテリアが設けられている。

## ブルーライン （4代目）

### 概要
ブルーライン（3代）の代船として、臼杵造船所で建造され、2020年10月6日に就航した。内海フェリーの両備グループへの身売りに伴い国際フェリーの池田航路に一本化される方針となり、草壁航路は2021年3月31日をもって航路休止となった。本船は僅か数ヶ月稼働したのみで売却の方針となったが、買い手が見つからないまま約3年高松港や新岡山港で停泊していたが、HamelFerryとなり、釜山へ行った。

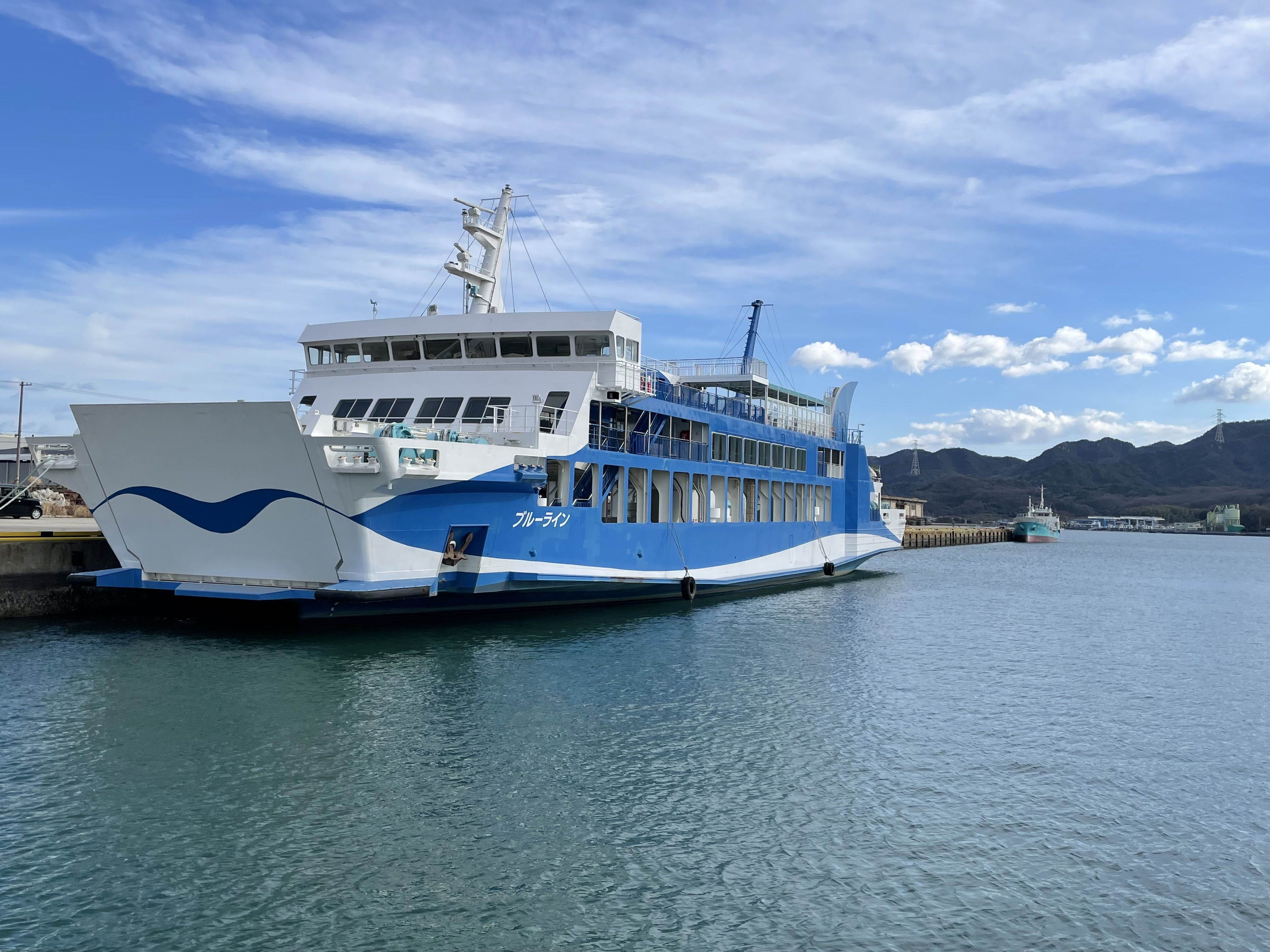
新岡山港に系船中のブルーライン

#### 就航航路
- 高松港（サンポート高松）- 小豆島・草壁港
  - 航海時間70分。本船のみで1日5往復を運航する。本船のドック期間中は、他社船を用船する。
  - 2020年5月9日に大分の臼杵造船所にて進水式を行った。新型コロナの影響で一般見学は見送られた。同年10月6日就航

### 設計
前船と比較して、全長が約15メートル短く、旅客定員と車両積載能力が減少した。航海速力も19.5ノットから15.5ノットへ低下させたため、航海時間も見直され60分から70分に変更された。

## かつて就航していた船舶
「ブルーライン」は、内海フェリーの当航路に就航する歴代のフェリーに1970年から使用されている船名で、初代ブルーライン (499t) は1970年就航、2代目 (699 t) は1987年就航、3代目 (999 t) は2001年就航である。
なお、当航路におけるブルーライン以前の就航船として、木造客船「ゆす丸」（昭和31年8月就航 34 t）、鋼船客船「かんかけ」（昭和36年6月就航 105 t）があった。
ブルーライン （初代）
1970年11月讃岐造船で竣工・就航。496.28総トン。全長51 m、幅11.6 m、出力1000馬力x2基、航海速力13.42ノット（最大14.79ノット）。
旅客定員400名。
ブルーライン （2代目）
1987年10月藤原造船所で竣工・就航。699総トン。全長65.8 m、幅13.8 m、出力1600馬力x2基、航海速力14ノット（最大15.8ノット）。
旅客定員488名。
ブルーライン （3代目）
2001年3月16日三浦造船所で竣工。2001年3月19日就航。999総トン。全長85.0  m、幅14.4  m、出力4,400馬力（3,236 kW）、航海速力19.5ノット（最大20.5ノット）。
旅客定員550名。
前船と比較して、旅客定員と車両積載能力が増加した。航海速力も14ノットから19.5ノットへ大幅に向上し、航海時間が10分以上短縮された。

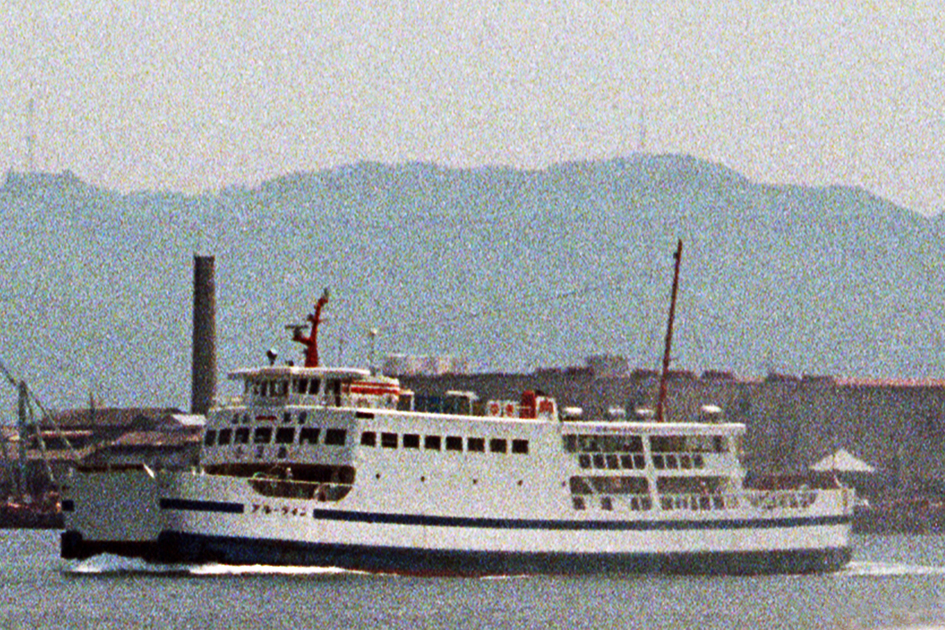
ブルーライン（初代、高松港）
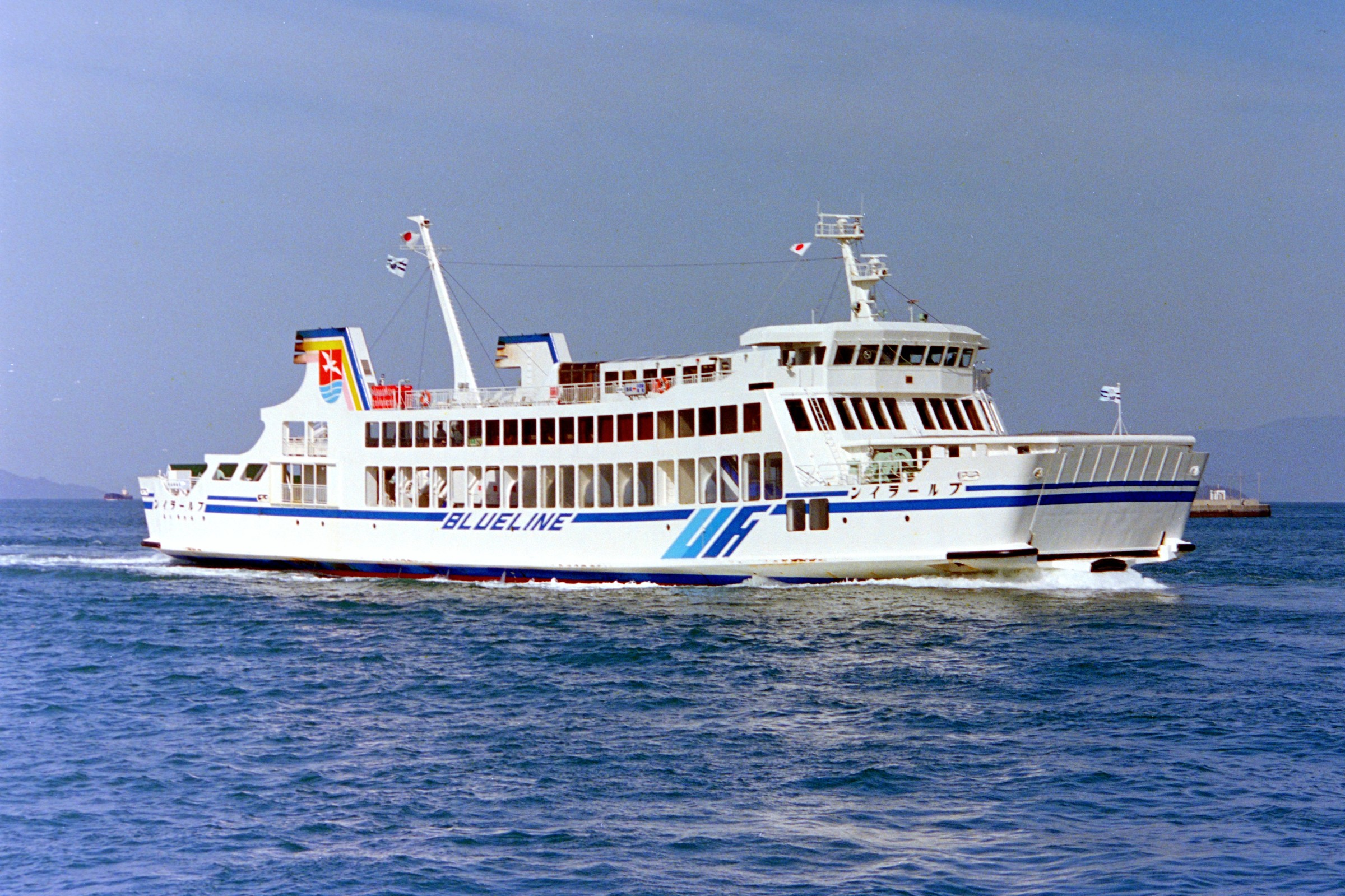
ブルーライン(2代) 高松港 (1988年3月23日)
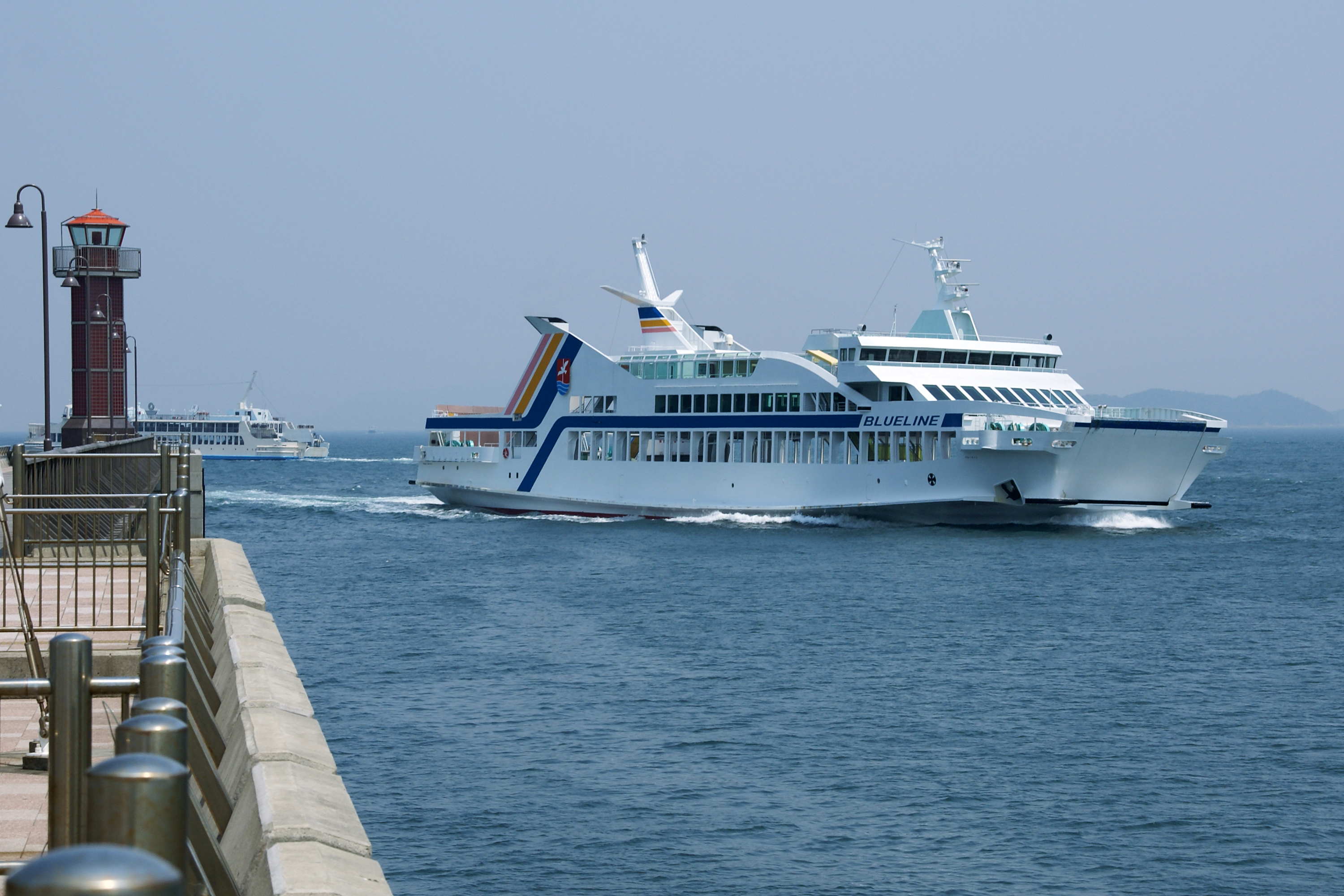
赤灯台を通過するブルーライン （3代目、高松港）
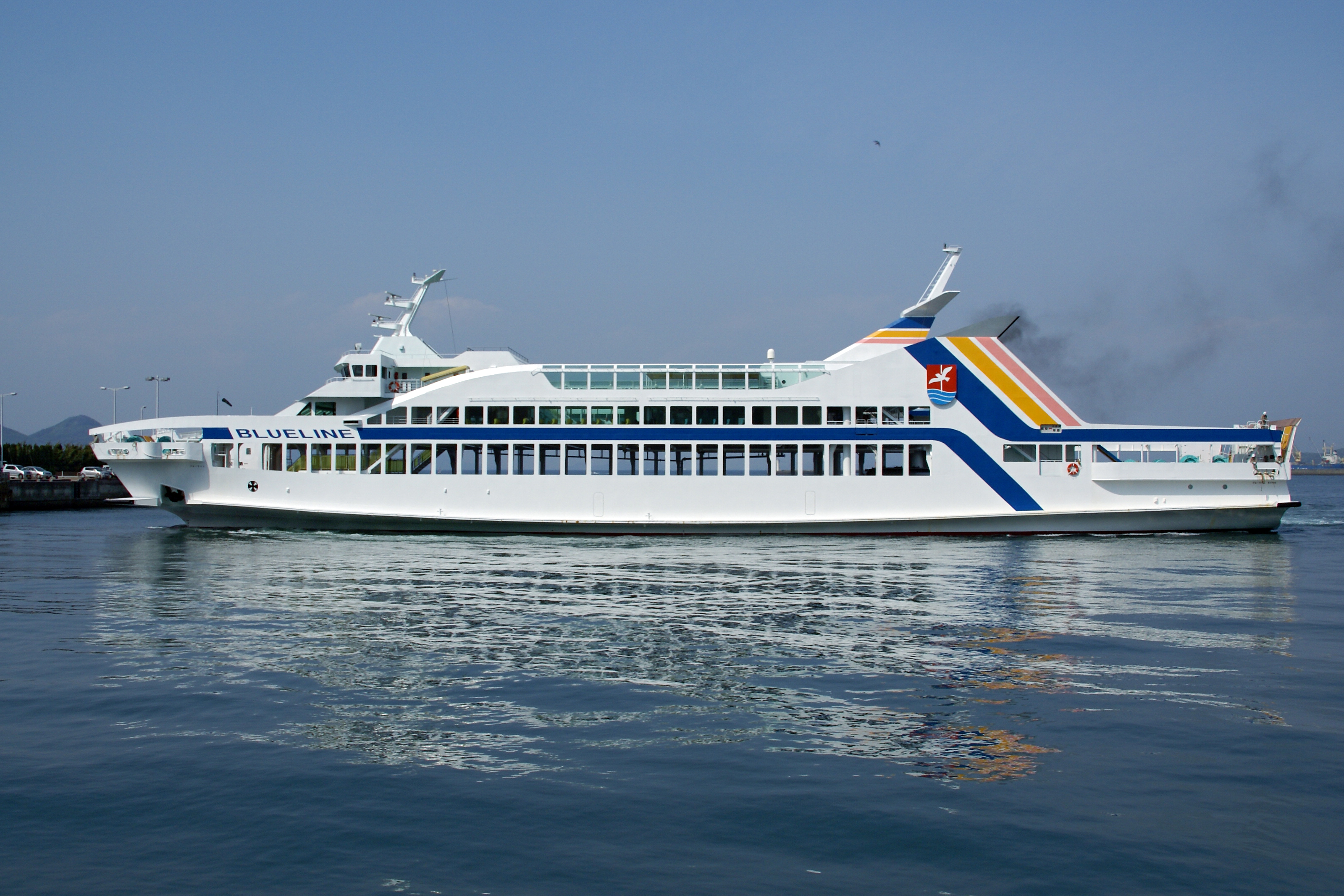
ブルーライン接岸動作中 （3代目、高松港）
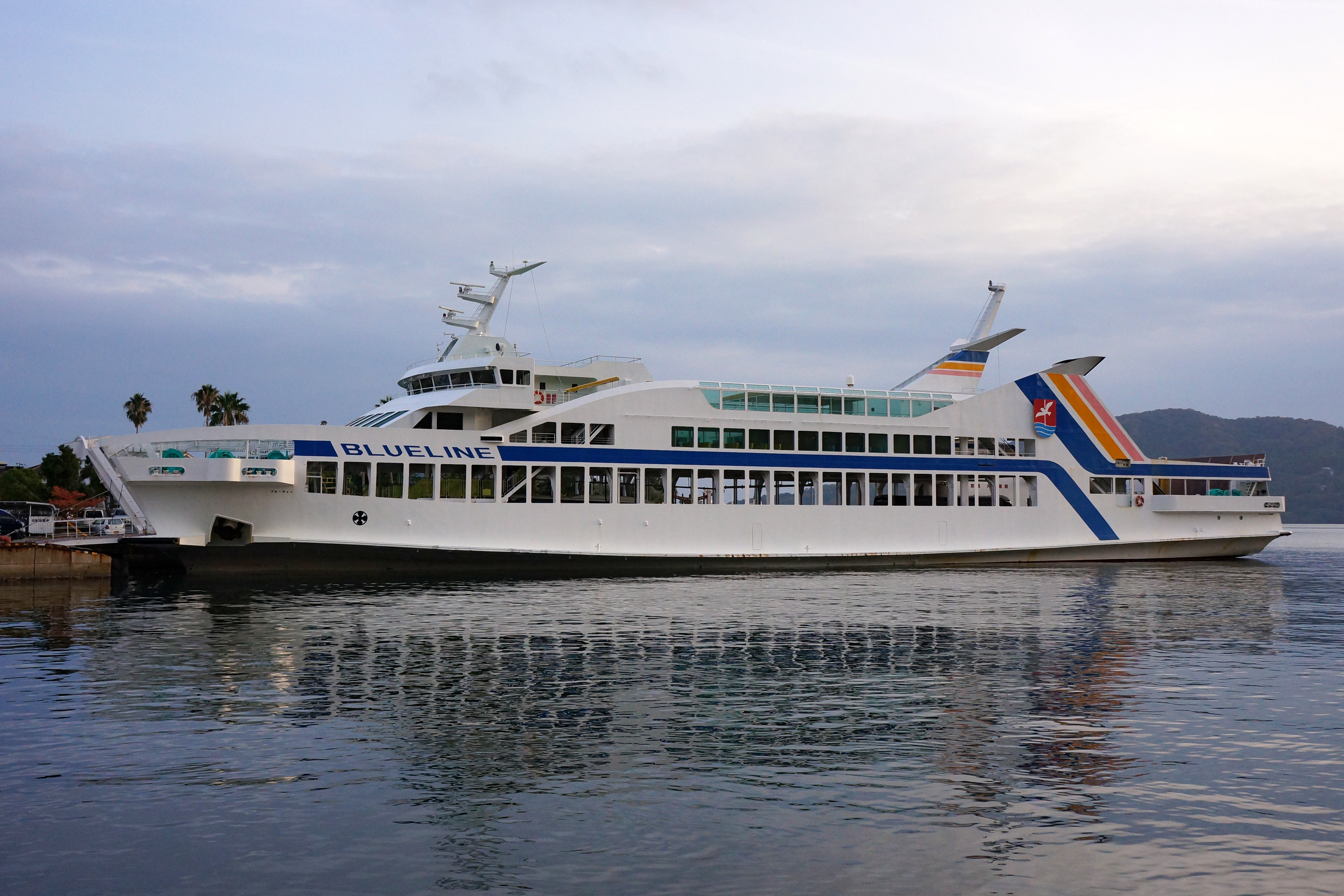
ブルーライン接岸動作中 （3代目、草壁港）